# Enrico Pea
Enrico Pea (* 29. Oktober 1881 in Seravezza, Lucca; † 11. August 1958 in Forte dei Marmi) war ein italienischer Schriftsteller.

## Leben
Pea wanderte als 15-Jähriger nach Alexandria (Ägypten) aus. 1914 kehrte er nach Italien zurück und ließ sich in Viareggio nieder. Dort arbeitete er als Regisseur und Theaterdirektor.

## Werk
Peas Werk zeichnet sich durch überraschende Perspektivwechsel und eine Vorliebe für mundartliche Ausdrücke aus. Für seinen Roman La maremmana erhielt er 1938 den Premio Viareggio, einen der prestigeträchtigsten italienischen Literaturpreise.

### Erzählungen
- Moscardino (1922)

### Romane
- Il servitore del diavolo (1931)
- Il forestiero (1937)
- La maremmana (1938)
- Zitina (1949)
- Peccati in piazza (1959)
- Villa Beatrice (hrsg. 1959)

### Dramen
- Prime piogge d’ottobre (1919)
- La passione di Christo (1923)